# Spencer Dryden
Spencer Charles Dryden (7 de abril de 1938-11 de enero de 2005) fue un músico estadounidense más conocido como baterista de Jefferson Airplane y New Riders of the Purple Sage. También tocó con The Dinosaurs y The Ashes (más tarde conocidos como The Peanut Butter Conspiracy). Fue incluido en el Salón de la Fama del Rock and Roll en 1996.

## Biografía

### Primeros años
Spencer Charles Dryden nació en 1938 en la ciudad de Nueva York, hijo de Alice Chapple (1911-2005) y de Wheeler Dryden (1892-1957). Alice Chapple era de ascendencia judía y fue bailarina de ballet en la compañía de Anna Pávlova y miembro de la Radio City. Ballet Company; Wheeler Dryden fue un actor nacido en Reino Unido que se nacionalizó estadounidense. Más tarde trabajó como director, y también era medio hermano de Charlie Chaplin. Cuando Spencer Dryden crecía, ocultaba cuidadosamente su relación con su mundialmente famoso medio tío, ya que no quería ser juzgado por su nombre.
Cuando Dryden era un bebé, la familia se trasladó a Los Ángeles y su padre se puso a trabajar como ayudante de dirección de Chaplin. Sus padres se divorciaron en 1943. Más tarde, Dryden recordó con cariño que de niño jugaba en el estudio de su famoso tío en Hollywood cuando visitaba a su padre. A finales de la década de 1940, Dryden se hizo amigo de Lloyd Miller, también nacido en 1938, que vivía al final de la calle, en el Royal Boulevard de Rossmoyne, en Glendale. A ambos les gustaba el jazz. Miller dijo que los dos chicos deberían formar una banda y animó a Dryden a tocar la batería. Como Dryden no tenía una batería, Miller se fabricó un instrumento sujetando con un pulgar una vieja cámara de aire sobre un barril de madera sin puntas. Miller hacía sonar su piano, tocaba la corneta o el clarinete y Dryden golpeaba el tambor.
Un día, Miller se dirigió a la casa de Dryden y le oyó tocar una batería completa. Tocaba los solos de Baby Dodds a la perfección, incluso los difíciles palos de los nervios. Pronto habían reclutado al trompetista Buzz Leifer, un conocido de Dryden en el instituto de Glendale, un trombonista, la amiga de Miller Faith Jackson al piano y un banjista. La banda, llamada Smog City Six, ensayaba en el garaje de Miller. Después de que sus padres se quejaran, tocaban en los jardines del barrio para dar pequeños conciertos hasta que tuvieron que huir de la policía.
Pronto fueron muy solicitados por sus conciertos en el césped. Su última actuación de jazz al estilo de Nueva Orleans fue para el festival de primavera del colegio de Miller, Flintridge Prep. Después, Dryden se "modernizó" y empezó a tocar cool jazz en Hollywood y Los Ángeles. Miller también añadió el jazz moderno a sus estilos, y los dos improvisaron unas cuantas veces más en casa de Miller antes de perder el contacto.
Ambos músicos dejaron su huella de diferentes maneras. Después de que Chaplin se trasladara a Suiza en 1952, el padre de Dryden gestionó los asuntos comerciales de Chaplin en Estados Unidos hasta la venta de sus estudios en 1954. El padre de Dryden también era aficionado al jazz, y le llevó a los clubes de jazz de Los Ángeles durante la década de 1950. Esto inspiró las ambiciones musicales de Dryden. Su padre murió en 1957, cuando Dryden tenía 19 años.

### Jefferson Airplane
A mediados de 1966, Dryden fue contratado para sustituir a Skip Spence como baterista de Jefferson Airplane, una de las principales bandas psicodélicas de San Francisco. Junto con el bajista Jack Casady, ayudó a crear una sección rítmica excepcional. Una característica de los sets de Airplane en vivo en ese momento eran las improvisaciones libres, con los toques de Dryden complementando el estilo fluido de Casady, ejemplos de los cuales se pueden escuchar en "Thing" y "Bear Melt" de Bless Its Pointed Little Head. Durante este período, tuvo un romance con Grace Slick.
Se dice que la canción "Lather", que aparece en el álbum de los Airplane Crown of Creation, fue escrita por Grace Slick con motivo del trigésimo cumpleaños de Dryden. Su letra habla de un chico que se mantiene lo más joven posible hasta que un día se ve destrozado por tener que crecer finalmente.
El editor fundador de Rolling Stone y crítico musical, Ralph J. Gleason, publicó The Jefferson Airplane and the San Francisco Sound en 1969. El libro incluía una atractiva entrevista de cuarenta y cuatro páginas con Dryden.
Dryden dejó Jefferson Airplane en febrero de 1970. Esto sucedió después de las violentas experiencias del grupo en el notorio Altamont Speedway Free Festival, donde el cantante Marty Balin fue golpeado hasta quedar inconsciente por moteros de los Hells Angels , y un patrocinador del festival, Meredith Curly Hunter, Jr., fue apuñalado mortalmente. Dryden parecía tener una sensación de presentimiento sobre el concierto, ya que inicialmente no quería tocar allí, diciendo que las "vibraciones" eran malas. 

### New Riders of the Purple Sage, The Dinosaurs
Dryden dejó el negocio de la música durante un breve período, pero volvió a tocar la batería como miembro de los New Riders of the Purple Sage. Actuó y grabó con ellos desde finales de 1970 hasta 1977, momento en el que se convirtió en el mánager de la banda. Tras dejar los New Riders, Dryden pasó a tocar una larga temporada con The Dinosaurs  y la banda de Barry Melton antes de retirarse de la batería en 1995.

### Vida posterior
Dryden no participó en la reunión de Jefferson Airplane de 1989. En 1996, Dryden fue incluido en el Salón de la Fama del Rock and Roll junto con el resto de Jefferson Airplane. Tocó con la banda en un evento especial por primera vez desde 1970. En 2003 Dryden se unió al grupo en el escenario por última vez, en la Jefferson Starship Galactic Reunion.
Vivió en una relativa oscuridad, al parecer en una pequeña casa en una propiedad alquilada de unos pocos acres en Penngrove, California. Perdió su casa debido a un incendio en 2003. Unos años antes de su muerte, Dryden necesitó una reemplazo total de cadera y operaciones de corazón. En mayo de 2004, se celebró un concierto benéfico que incluyó las actuaciones de Bob Weir de los Grateful Dead y Warren Haynes, con el que se recaudaron US$ 36.000 para ayudar a pagar los gastos médicos de Dryden. Más tarde, en 2004, se le diagnosticó un cáncer. La gala benéfica reavivó la amistad de Dryden con el miembro de la banda Jefferson Airplane Jorma Kaukonen, que le recordaba con cariño por su forma de decir "¡Aww, MAN!". No fue hasta poco antes de la muerte de Dryden que Kaukonen se enteró de que Dryden era sobrino de Charlie Chaplin. La última aparición pública de Dryden fue en 2004 con los miembros de la banda Jefferson Airplane, en una fiesta de DVD para el lanzamiento del documental Fly del grupo.

### Fallecimiento
Dryden murió de un cáncer de colon con metástasis el 11 de enero de 2005. Casado tres veces, le sobrevivieron sus tres hijos, Jeffrey, Jesse y Jackson Dryden, seis nietos y su madre, Alice Chapple Judd. Murió el mismo día de Navidad, el 25 de diciembre de 2005, a la edad de 94 años.
Ante la noticia de su muerte, Grace Slick y otros miembros de la banda escribieron homenajes a Dryden que aparecieron en la página web del grupo. El de Slick termina con esto "Hoy Lather ha cumplido 30 años, le han quitado todos sus juguetes". - Grace Slick (13 de enero de 2005).